# كريس كاربنتر
كريس كاربنتر (بالإنجليزية: Chris Carpenter) هو لاعب كرة قاعدة أمريكي، ولد في 26 ديسمبر 1985 في برايان في الولايات المتحدة.

## وصلات خارجية
- كريس كاربنتر على موقع دوري كرة القاعدة الرئيسي (الإنجليزية)
- كريس كاربنتر على موقع الدوري الياباني لكرة القاعدة (الإنجليزية)
- كريس كاربنتر على موقعبيزبول رفرنس.كوم (الدوري الرئيسي) (الإنجليزية)
- كريس كاربنتر على موقعبيزبول رفرنس.كوم (الدوري الثانوي) (الإنجليزية)
- كريس كاربنتر على موقع إي إس بي إن.كوم (أم.أل.بي) (الإنجليزية)
- كريس كاربنتر على موقع مشجعي الرسوم البيانية (الإنجليزية)